# Воинское кладбище № 47 (Конечна)
 Памятник культуры Малопольского воеводства: регистрационный номер 747 от  25 июня 1994 года.
Воинское кладбище № 47 — Конечна (пол. Cmentarz wojenny nr 47 - Konieczna) — воинское кладбище, находящееся в селе Конечна в гмине Усце-Горлицке, Горлицкий повят, Малопольское воеводство. Кладбище входит в группу Западногалицийских воинских захоронений времён Первой мировой войны. На кладбище похоронены военнослужащие Австро-Венгерской и Российской армий, погибшие во время Первой мировой войны в январе — марте 1915 года. Исторический памятник Малопольского воеводства.

## История
Кладбище было основано в 1915 году по проекту словацкого архитектора Душана Юрковича. На кладбище площадью 55 квадратных метра находится 3 братских могилы, в которых похоронены 18 австро-венгерских и 108 русских солдат.
25 июня 1994 года кладбище было внесено в реестр исторических памятников Малопольского воеводства (№ 747).

## Описание
Воинское кладбище находится возле православной церкви святого Василия Великого на территории приходского кладбища. Кладбище обнесено каменным заграждением высотой около 50 сантиметров. На кладбище восстановлены два надмогильных креста, на которых прибиты таблички с цифрой «1915».

## Источник
- Oktawian Duda: Cmentarze I wojny światowej w Galicji Zachodniej. Warszawa: Ośrodek Ochrony Zabytkowego Krajobrazu, 1995. ISBN 83-85548-33-5.